# Campiglossa pseudodiluta
Campiglossa pseudodiluta är en tvåvingeart som beskrevs av Valery Korneyev 1990. Campiglossa pseudodiluta ingår i släktet Campiglossa och familjen borrflugor. Inga underarter finns listade.